# 한나 아렌트
한나 아렌트(독일어: Hannah Arendt, 1906년 10월 14일 ~ 1975년 12월 4일)는 독일 출신의 홀로코스트 생존자이자 작가, 정치 이론가이다. 종종 정치 철학자로 평가되지만, 아렌트 자신은 항상 철학은 "단독자인 인간"에 관심 둔다는 이유로 그러한 호칭을 거절했다. 아렌트는 대신에 자신을 정치 이론가로 묘사했는데, 그 이유는 자신의 업적이 “‘한 인간’이 아닌 ‘인류’가 지구에 살며 세계에 거주한다”라는 사실에 중심을 두고 있기 때문이다. 그의 공헌은 20세기와 21세기 정치 이론가들에게 영향을 미쳤다.

## 생애
아렌트는 당시 독립적이었던 린덴(지금은 하노버의 일부)에서 세속적 유대인 집안에 태어났으며 쾨니히스베르크(이 도시는 이마누엘 칸트의 고향이었다)와 베를린에서 자랐다. 마르부르크 대학에서 하이데거 밑에서 철학을 공부했으며, 그와 길고 산발적인 연애 관계에 있었는데, 이후 나치에 적극 협력하던 그에게 깊은 환멸을 느끼게 되어 그를 떠나 하이델베르크로 이주하였다. 그곳에서 실존주의 철학자이자 심리학자인 카를 야스퍼스의 지도를 받아, 아우구스티누스의 사상에 입각하여 사랑의 개념에 대한 논문을 썼다.
이 논문은 1929년에 출판되었으나, 아렌트는 1933년에 유대인이라는 이유로 교수 자격 취득(하빌리타치온; 독일에서의 교수 자격 취득)을 금지당했으며, 따라서 독일 대학에서 강의하는 것도 좌절되었다. 그래서 독일에서 피신하여 파리시로 갔다. 파리에서 문학 평론가이며 마르크스 신비주의자인 발터 벤야민과 친구가 되었다. 프랑스에서 아렌트는 유대계 망명자들을 돕기 위해 일했다. 그러나 제2차 세계 대전 중 프랑스가 선전포고를 한 뒤 독일이 프랑스 일부를 군사적으로 점령하고, 유대인이 수용소에 강제 이송되게 되자, 아렌트는 프랑스에서 도주해야 했다. 1940년에, 아렌트는 독일 시인이자 철학자인 하인리히 블뤼허와 결혼했다. 1941년에는 아렌트를 포함하여 2500명 정도 되는 유대계 망명자에게 불법으로 비자를 발행해 준 미국 외교관 하이램 빙엄 4세의 도움으로 남편과 어머니와 함께 미국으로 망명했다. 그 뒤 독일 출신 유대인 공동체에서 활발하게 활동했으며, 주간 《아우프바우》(Aufbau)지에 기고했다.
제2차 세계대전이 끝나고 아렌트는 하이데거와의 관계를 회복했으며, 독일 비(非)나치스화 청문회에서 하이데거를 위해 증언했다. 이는 평소 하이데거를 깊이 존경하던 남편 하인리히 블뤼허의 권유에 따른 것으로 알려졌으나, 후일 하이데거의 정부로 대학 시절부터 불륜 관계였기 때문으로 밝혀졌다. 비록 그가 나치에 협조하였다는 과오가 있었을지라도 그의 사상과 철학이 세상을 위해 꼭 필요하다는 것을 인정해 증언했다고 하나, 이것이 거짓이라는 주장도 있다. 1950년에 미국 귀화 시민(naturalized citizen)이 되었으며, 1959년에는 프린스턴 대학에서 전임 교수직에 지명받은 최초의 여성이 되었다.

## 성과
아렌트의 업적은 권력(power)의 속성 및 정치, 권위(authority), 그리고 전체주의와 같은 주제들에 관한 것이다. 업적의 상당한 부분은 집단적 정치 행동과 같은 의미로서의 자유의 개념을 긍정하는 데 초점을 두고 있다. “자유는 정치가 끝나는 데서 시작한다”는 자유주의의 가정에 대항하여, 아렌트는 자유를 공적이고 연합적인 것으로 이론화하였으며, 이러한 자유의 개념을 보여 주기 위해 그리스의 폴리스와, 미국 군구(township), 파리 코뮌과 시민권 운동들(특히 1960년대의)의 예를 들었다. 《뉴요커》에 낸 아이히만 공판에 대한 보고서(나중에 《예루살렘의 아이히만》이라는 책으로 발전하게 된다)에서 악이 근본적인 것인지 아니면 단순히 진부함(banality;평범한 사람들이 그들의 활동이나 비(非)활동이 낳을 결과에 대한 비판적 사고 없이 명령에 복종하고 다수 의견에 따르려 하는 경향)의 작용인지에 대한 질문을 던졌다. 아렌트는 순전한 무사유, 생각없음(thoughtlessness)이 결과적으로 악의 진부함을 낳는다는 결론을 내렸으며, 이는 철저히 파편화되고 소외된 개인들과 그들의 수동적이고 마치 죽어 있는 듯하며 ‘생각없이’ 모든 것을 안이하게 수용하는 생활에 던져진 강렬한 메시지로 작용하였다.
아렌트는 《전체주의의 기원》도 집필했는데, 공산주의와 나치주의의 뿌리와 그들의 반유대주의와의 연관성을 추적하였다. 이 책은 어떤 사람들은 모순된 것으로 믿는 두 주제를 비교한 까닭에 논쟁을 불러일으켰다.
아렌트의 주요 저서들 외에도, 그는 《과거와 미래 사이》(1961),  《어두운 시대의 사람들》(1968), 그리고  《공화국의 위기》(1972)를 포함한 문집들을 출판했다.
한나 아렌트는 1975년에 사망하여, 남편이 오랫동안 강의한 뉴욕주 허드슨 강 유역 애넌데일(Annandale-on-Hudson, New York)에 있는 바드 대학에 묻혔다.

### 정치 이론과 철학 체계
아렌트가 일관성있는 정치이론을 발전시킨 적이 없고 그녀의 글이 분류가 쉽지 않은 반면, 아렌트와 가장 밀접하게 동일시되는 사상의 전통은 아리스토텔레스에서 토크빌에 이르는 고전적 시민공화주의(Classical republicanism)이다. 그의 정치 개념은 시민 참여와 집단 숙의를 강조하는 적극적인 시민 정신에 중점을 두고 있다. 아렌트는 현대 사회가 행정 관료제의 상대적 안락함을 위해 민주주의의 자유로부터 자주 후퇴한다고 주장했음에도 불구하고, 아무리 나쁜 정부라도 결코 인간의 자유를 완전히 소멸시키는 데 성공할 수 없다고 믿었다. 아렌트의 정치적 유산은 점점 더 자유로워지지 않는 세계에 맞서 자유를 강하게 방어한 것이다. 그는 하나의 체계적 철학을 고수하는 것이 아니라 전체주의, 혁명, 자유의 본질, 사고력과 판단력을 포함하는 다양한 주제에 걸쳐 있다. 그는 전체주의와 악의 본질인 "어두운 시대"에 대한 연구로 가장 잘 알려져 있지만, 인류의 본질에 대한 희망과 자신감을 불어넣었다.

### 혁명론(1963)[1][2]
아렌트의 책 혁명론은 18세기의 두 가지 주요 혁명인 미국 독립 혁명과 프랑스 혁명을 비교하고 있다. 그는 잘 연구되고 종종 모방되는 프랑스 혁명은 재앙이었으며, 크게 무시된 미국 혁명은 성공했다고 주장하면서, 맑스주의와 좌익적 견해의 공통된 인상에 반대한다. 프랑스 혁명의 전환점은 지도자들이 대중에 대한 연민을 얻는것에 초점을 맞추기 위해 자유의 목표를 거부했을 때 발생했다. 미국에서 창립자들은 자유 헌법의 목표를 결코 배반하지 않는다. 그러나 아렌트는 그 사람들의 혁명 정신이 상실되었다고 생각하고 그 정신을 회복하기 위한 적절한 제도로서 "의회 제도"를 옹호한다.

### 전체주의의 기원(1951)[5]
아렌트의 첫 번째 주요 저서  《전체주의의 기원》(1951)은 스탈린주의와 나치주의의 근원을 연구했다.아렌트는 전체주의가 단순히 정치적 적수가 아닌 대중을 제압하기 위해 테러를 가했다는 점에서 "폭정, 압제, 독재와 같은 다른 형태의 정치적 억압으로부터 근본적으로 분리된다"고 주장했다.아렌트는 또한 유대인이 홀로코스트의 중요 요소가 아니라 단지 편의상의 대리인이라고 주장했는데, 나치즘은 유대인을 박해하는 것만이 아니라 공포와 일관성에 관한 것이기 때문이다. 아렌트는 칸트의 구절인 "악의 급진성"을 사용하여 폭정을 설명했다. 이후 판본에서 그녀는 《이념과 공포: 새로운 형태의 정부》와 헝가리 혁명에 대한 자신의 저작을 포함하기 위해 본문을 확장하였으나, 후자를 따로 출판하였다.
기원에 대해, 종종 히틀러주의와 스탈린주의라는 두 운동을 똑같이 폭군적으로 묘사하는 것에 비판점이 있다.

### 어두운 시대의 사람들(1968)[13]
이 선집은 발터 벤야민, 카를 야스퍼스, 로자 룩셈부르크, 헤르만 브로흐, 교황 요한 23세 및 카렌 블릭센과 같은 20세기의 일부 창의적이고 도덕적인 인물의 지적 전기를 보여준다.

### 공화국의 위기 (1972)[15]
공화국의 위기(Crises of the Republic)는 《정치에서의 거짓말》,  《시민 불복종》,  《폭력론》,  《정치와 혁명에 대한 소고: 하나의 주석》의 네 논문으로 구성된 아렌트의 선집 중 세 번째 작품이다.  이 논문들은 현대 미국 정치와 1960년대와 1970년대에 직면한 위기를 다룬다. 《정치에서의 거짓말》은 "펜타곤 문서(1945~67년 미-베트남 관계: 국방부 연구문서)"의 누출에 관한 논문이다. 그 핵심적인 내용은 베트남 전쟁에 대한 트루먼~존슨 대통령까지의 4개 행정부의 기만(확전을 원하지 않는다고 거짓말했으나 고의적으로 전쟁을 연장한 것)에 대한 설명이다. 《시민 불복종》은 반대 운동을 연구하고, 《정치와 혁명에 대한 소고: 하나의 주석》은 세 번째 논문 《폭력론》에 대한 인터뷰 형식의 논평이다. 《폭력론》에서 아렌트는 폭력이 집단의 속성으로 이해하는 권력을 전제로 함을 입증한다. 따라서 그는 폭력에서 파생된 지배적인 권력 개념과 단절한다.
한나 아렌트가 1975년에 사망했을 때, 그는 주요 작업을 미완으로 남겼고, 이는 나중에 1978년에 정신의 삶(Life of the Mind)으로 출판되었다. 그 이후로 주로 제롬 콘(Jerome Kohn)의 편집 하에 일부가 수집 및 출판되었다.

## 권력론
아렌트에 있어 권력은 ‘한 개인의 소유물이 될 수 없으며, 그것은 집단이 함께 유지되는 한에서만 존재하는 것’으로 규정된다. 한 사람이 가질 수 있는 능력으로서 그리고 타인의 의지에 반하는 경우에도 그 사람으로 하여금 자신이 원하는 대로 행동할 수 있게 하는 수단으로서 권력은 폭력으로 규정되는 것이다. 아렌트는 폭력과 정치적 지배의 양식으로서 권력을 엄격히 대비시킨다. 즉, 상호이해를 지향하는 의사소통이 갖는 합의를 통해 나오는 힘인 권력과 타인의 의지를 자신의 목적을 위한 도구로 만들 수 있는 힘인 폭력은 구분되어야만 한다고 보고 있다. 폭력은 집단의 목표를 실현하기 위해 정치지도자가 규범적 결정에 도달하고 집행하게 되는 것으로서 자원들에 대한 조작이나 강제적 수단을 지칭하며, 권력은 집합적 목표를 위해 동원되는 피지배자들이 동의하는 것을 의미한다.

## 저작
- 《전체주의의 기원》(The Origins of Totalitarianism, 1951년)
- 《라헬 바른하겐 : 유대인 여성의 삶》(Rahel Varnhagen : The Life of a Jewish Woman, 1958년)
- 《인간의 조건》(The Human Condition, 1958년)
- 《과거와 미래 사이》(Between Past and Future, 1961년)
- 《예루살렘의 아이히만: 악의 평범성에 대한 보고》(Eichmann in Jerusalem: A Report on the Banality of Evil, 1963년)
- 《혁명에 관하여》(On Revolution, 1963년)
- 《어두운 시대의 사람들》(Men in Dark Times, 1968년)
- 《공화국의 위기 : 정치에 있어서 거짓말》(Crises of the Republic: Lying in Politics, 1969년)
- 《시민적 불복종》 (Civil Disobedience, 1969년)
- 《폭력의 세기》 (On Violence, 1969년)
- 《정신의 삶》(The Life of the Mind, 1978년)

## 영화
한나 아렌트(Hannah Arendt)는 2014년 8월 22일에 개봉한 영화이다. 감독은 마가레테 폰 트로타이며, 한나 아렌트 역은 바바라 수코와가 맡았다.
독일계 유대인 철학자이자 정치 사상가인 한나 아렌트가 1960~1964년까지 겪었던 실화를 다루었다. 한나는 나치 전범인 칼 아돌프 아이히만의 재판 내용을 보며, “악의 평범성”을 개념화한다. 하지만 아렌트의 행동은 가족, 유대계 커뮤니티와 사상계 등 모든 사람의 반대에 부딪히게 된다.

## 같이 보기
- Young-Bruehl, Elisabeth, Hannah Arendt : For Love of the World, Yale University Press (1982). ISBN 0-300-02660-9. (Paperback reprint edition, September 10, 1983, ISBN 0-300-03099-1; Second edition October 11, 2004 ISBN 0-300-10588-6.)
- <전체주의의 기원> 설명 ( 김필재TV)